# Araneus walesianus
Araneus walesianus là một loài nhện trong họ Araneidae.
Loài này thuộc chi Araneus. Araneus walesianus được Ferdinand Karsch miêu tả năm 1878.